# Hyperaspis fastidiosa
Hyperaspis fastidiosa är en skalbaggsart som beskrevs av Thomas Casey 1908. Hyperaspis fastidiosa ingår i släktet Hyperaspis och familjen nyckelpigor. Inga underarter finns listade i Catalogue of Life.